# Strickly for da Breakdancers & Emceez
Albums de KRS-One
The Sneak Attack
(2001) Spiritual Minded
(2002)
Strickly for da Breakdancers & Emceez est un double album instrumental de KRS-One, sorti le 21 août 2001.
Cet album, enregistré en 1995, est sorti la même année, chez Front Page Enternainment, sous la forme de deux vinyles intitulés respectivement Strictly For Da Breakdancers et The Goddess Set / Strictly For Da Emceez....
Lors de la réédition en 2001 chez Cleopatra Records, Strickly for da Breakdancers & Emceez est sorti sous la forme d'un coffret de deux CD. L'album a été entièrement produit et arrangé par KRS-One. 

## Liste des titres

### Disque 1
| No  | Titre               | Contient un (des) sample(s) de                            | Durée |
| --- | ------------------- | --------------------------------------------------------- | ----- |
| 1.  | Steady Bounce       | Whutcha Want? de Nine Got to Get a Knutt de The New Birth | 4:26  |
| 2.  | Wanna Battle?       |                                                           | 4:07  |
| 3.  | Warm Up             |                                                           | 4:53  |
| 4.  | Yes, Yes, Y'all     |                                                           | 3:17  |
| 5.  | Venus               |                                                           | 4:25  |
| 6.  | Nute                |                                                           | 2:06  |
| 7.  | Tiamot              |                                                           | 3:43  |
| 8.  | Asherah             |                                                           | 5:26  |
| 9.  | Isis                |                                                           | 6:18  |
| 10. | A Moment of Silence |                                                           | 0:10  |

### Disque 2
| No  | Titre                              | Contient un (des) sample(s) de | Durée |
| --- | ---------------------------------- | ------------------------------ | ----- |
| 1.  | Hera (More Chicken Shit)           |                                | 6:45  |
| 2.  | Aphrodite                          |                                | 1:32  |
| 3.  | Eve                                |                                | 2:23  |
| 4.  | Shiva                              | Chase de Giorgio Moroder       | 3:58  |
| 5.  | I Love Simone                      |                                | 4:44  |
| 6.  | Walking Away                       |                                | 3:11  |
| 7.  | KRS Loves Simone                   |                                | 2:51  |
| 8.  | Stick Up                           |                                | 4:28  |
| 9.  | Some Live Shit From the East Coast |                                | 3:23  |
| 10. | Some Live Shit From the West Coast |                                | 6:04  |